# Duino (piroscafo)
Il Duino  fu un piroscafo da carico italiano affondato per urto contro una mina nel corso della seconda guerra mondiale, con la morte di 173 persone.

## Storia
Il piroscafo Duino venne impostato sullo scalo del Cantiere San Marco di Trieste dello Stabilimento Tecnico Triestino (numero di costruzione 520) il 15 dicembre 1914, in piena prima guerra mondiale, su commissione della Società di Navigazione Dalmatia, con sede a Trieste e porto di registrazione Zara.
La costruzione procedette a rilento a causa della guerra, e la nave venne varata l'11 luglio 1916 rimanendo incompleta nel porto sino al termine del conflitto, in quanto era stata data  priorità alle navi militari di utilizzare gli scali, le maestranze, e i materiali del cantiere. Con la vittoria italiana nel 1918 Trieste (e con essa il Cantiere San Marco) entrarono a far parte del Regno d'Italia, mentre la Società di Navigazione Dalmatia si fuse con altre compagnie di navigazione jugoslave e rinunciò alla completamento del Duino, stornando l’ordine. Il piroscafo fu completato il 7 giugno 1923 e noleggiato alla Società Anonima di Navigazione Lloyd Triestino, con sede a Triste,  che nel 1925 lo vendette alla Compagnia di Navigazione San Marco di Venezia.
Il 4 aprile 1932 la Compagnia di Navigazione San Marco, insieme ad altre compagnie di navigazione del Mare Adriatico confluì nella nuova Compagnia Adriatica di Navigazione S.A., con sede a Venezia.
Il Duino fu incorporato nella flotta della nuova compagnia, venendo adibito alla linea n. 8 (Ancona-Zara), giornaliera.  Il 17 dicembre 1936 la Compagnia Adriatica di Navigazione fu rinominata Società Anonima di Navigazione Adriatica, sempre con sede a Venezia, e il Duino fu impiegato sulla linea n. 41 (Trieste-Zara-Gravosa-Venezia). Giugno 1937 venne assegnato alla linea n. 44 (Bari-Durazzo), e successivamente compì alcuni viaggi straordinari.
Il 3 marzo 1938 fu trasferito alle linee 61 (Rodi-Piscopi-Stampalia), 62 (Rodi-Castelrosso) e 63A (Rodi-Caso) nel Dodecaneso. Dal 1 gennaio 1940 venne assegnato alla linea n. 46 (Bari-Barletta-Manfredonia-Tremiti-Rodi Garganico-Lagosta).
Con l'entrata in guerra del Regno d'Italia, avvenuta il 10 giugno 1940, il Duino fu requisito dalla Regia Marina, né iscritto nel ruolo del naviglio ausiliario dello Stato, ma continuò invece ad effettuare servizio di linea, con qualche saltuario viaggio straordinario per esigenze di guerra le cui partenze erano regolate direttamente dalle autorità. Il 3 ottobre 1941 rimase danneggiato da una collisione con il piroscafo Francesco Crispi, avvenuta nel porto di Bari.
Il 7 febbraio 1942 il Duino, al comando del capitano di lungo corso Mario Olivotto originario di Mestre, lasciò Bari e raggiunse Cattaro, in Montenegro, per un viaggio speciale. Il giorno successivo, imbarcati 12 militari del CREM e 161 passeggeri e militari di ritorno in Italia che con i 44 membri dell'equipaggio facevano salire a 217 le persone presenti a bordo, salpò alle 6:00 diretto a Bari, dove sarebbe dovuto giungere alle 19 dello stesso giorno.
Tra i passeggeri militari vi era il generale di brigata Carlo Tucci, comandante della 18ª Divisione fanteria "Messina" di stanza in Montenegro con compiti di presidio, che rimpatriava dai Balcani per una licenza speciale.
Alle 18:50 dello stesso giorno, a circa 8 miglia dal porto di Bari, il piroscafo fu scosso da una forte esplosione che aprì una falla sul lato sinistro dello scafo facendo sbandare la nave che in soli tre minuti affondò. Dapprima il mancato arrivo del piroscafo venne attribuito dal Comando Marina di Bari ad un ritardo dovuto alle cattive condizioni della carena del Duino, che nel giro di alcuni giorni doveva entrare in cantiere per effettuare dei lavori, e quando a mezzanotte non si ebbero notizie della nave le autorità pensarono che il piroscafo fosse rientrato a Cattaro a causa di una avaria. In mare aperto il tempo vedeva mare agitato, vento teso di scirocco, cielo coperto e scarsa visibilità.
Alle 9:00 del 9 febbraio, dato che della nave non vi era traccia, il Comando Marina di Bari contattò via telegrafo Marina Teodo a Cattaro chiedendo notizie, ma la risposta giunse solo dopo venti ore, alle 4:10 del 10 febbraio, quando Marina Teodo comunicò che il Duino era regolarmente partito da Cattaro, dopo di che non se ne era saputo più niente. Le ricerche iniziarono alla mattina del 10 febbraio, quando da Bari e dalle basi aeree del Montenegro decollarono alcuni aerei che seguirono la rotta prevista del Duino, e furono messe in stato di allerta le stazioni di Vieste e Lagosta. Le ricerche, protrattesi per tutta la giornata non produssero alcun risultato. Le ricerche aeree ripresero l'11 febbraio, ma la fitta foschia costrinse gli aerei da ricognizione a volare alla quota di 50 metri, senza trovare alcunché; e neanche le stazioni semaforiche, i convogli in partenza e in arrivo e gli aerei che sorvolavano la zona per missioni di altro tipo non segnalarono nulla.
Poco prima del tramonto il piroscafo Anna Martini, partito da Bari alle 14:30, avvistò a 17 miglia per 63° dal porto della Puglia due zattere cariche di naufraghi, che chiedevano aiuto. L'Anna Martini ne recuperò gli occupanti, 21 uomini semiassiderati e stremati dalle 72 ore trascorse senza cibo né acqua. Alcuni di essi chiesero di continuare le ricerche perché ci dovevano esserci almeno altre due zattere, che loro avevano visto allontanarsi dopo l'affondamento. Nel frattempo, calato il buio e con il mare ancora mosso dallo scirocco, al punto da far rollare fortemente il piroscafo che per salvare i naufraghi aveva fermato le macchine e si messo di traverso alle onde. Il comandante dell'Anna Martini decise, pertanto, di rientrare subito a Bari al fine di consentire ai naufraghi del Duino di ricevere il prima possibile le cure necessarie.
All'alba del 12 febbraio presero il mare la torpediniera Insidioso, il dragamine R.D. 22 e due motovedette, coadiuvate da un aereo, per continuare le ricerche degli altri superstiti. Le navi diressero per il luogo dove l'Anna Martini aveva trovato le zattere, e lo R.D. 22 riuscì ad avvistare le altre due zattere di cui avevano parlato i naufraghi. Vennero tratti in salvo altri 23 naufraghi; su una delle zattere si trovavano cinque superstiti e sull'altra diciotto ed un corpo senza vita, un naufrago deceduto durante i tre giorni passati alla deriva. Tra i superstiti recuperati dallo R.D. 22 si trovava anche il generale Tucci, issato a bordo della zattera dall'allievo Vincenzo Giannattasio. Non furono trovati altri superstiti; quattro o cinque giorni dopo l'affondamento del Duino alcune salme furono rinvenute nei pressi di Otranto, ed il 22 febbraio vennero trovati sulla costa di Otranto i rottami di una scialuppa e due cadaveri, uno dei quali apparteneva al macchinista Ranieri.
Secondo i racconti dei sopravvissuti dopo la partenza il Duino, uscito dalla zona dei campi minati a nord di Cattaro, aveva fatto rotta per Bari, navigando lentamente a causa del cattivo stato della carena e della precaria visibilità causata dalle avverse condizioni meteorologiche. Il faro di Bari, secondo la testimonianza del generale Tucci, fu avvistato soltanto alle 18:45 dell'8 febbraio, quando Duino si sarebbe già dovuto trovare all'imboccatura del porto della città, ed il tardivo avvistamento del faro impedì al piroscafo di calcolare tempestivamente il punto nave. Spinto fuori rotta dal vento di scirocco, il Duino  scarrocciò verso i campi minati difensivi italiani.
Dopo aver fatto il punto nave su San Cataldo, il piroscafo aveva corretto la rotta mettendo la prua su Bari, ma pochi minuti dopo fu scosso da una violenta esplosione subacquea, che aprì un grosso squarcio a prua, sulla sinistra. La nave aveva urtato una mina degli sbarramenti difensivi italiani. Sbandato fortemente sulla dritta, il Duino affondò di prua nel giro di due o tre minuti, intorno alle 18:50 dell’8 febbraio, alla distanza di 7-8 miglia nautiche da Bari.
Al momento dell’affondamento la maggior parte dell'equipaggio si trovava nei ponti inferiori, intento nei preparativi per lo sbarco; altri stavano cenando sottocoperta, e tra di essi vi era anche il radiotelegrafista (morto nel naufragio), e per questo fatto non fu lanciata nessuna richiesta di aiuto via radio. La rapidità dell'affondamento del Duino fu la causa della morte di gran parte dei presenti a bordo, ed esso fu così rapido che non si fece in tempo a mettere in mare le scialuppe di salvataggio rimaste appese ai paranchi. Si salvò soltanto chi si gettò fuoribordo in tempo e riuscì successivamente a raggiungere le zattere, che si erano staccate dal ponte di coperta mentre la nave affondava. Molti naufraghi, scampati al naufragio, morirono assiderati durante i tre giorni trascorsi in mare, su zattere o aggrappati a rottami, prima che arrivassero i soccorsi.
Le vittime del Duino furono 173 suddivise in 37 uomini dell'equipaggio civile (tra cui il comandante Olivotto e tutti gli ufficiali tranne uno), 9 militari del CREM addetti all'armamento di bordo e 127 passeggeri. Vennero salvati soltanto 7 membri dell'equipaggio civile (tra cui il secondo ufficiale di macchina, un marinaio, un fuochista, due mozzi di coperta), tre membri dell'equipaggio militare e 34 passeggeri, tra cui 33 militari ed un unico civile.

### Annotazioni
1. ↑  All'epoca Trieste era parte integrante dell'Impero austro-ungarico.
2. ↑  Si trattava della "Costiera" di Fiume, della "Nautica" di Fiume, della "Puglia" di Bari, della S.A.I.M. di Ancona e della Società di Navigazione Zaratina di Zara.
3. ↑  Da una guida turistica del 1940 (Guide d’Italia–Albania–Consociazione Turistica Italiana) il Duino risulterebbe anche in servizio sulla linea 44-bis (Bari-Brindisi-Albania), giornaliera.
4. ↑  Il sito "Giornale Nautico Parte Prima" di Franco Prevato, basandosi su documentazione della Società Adriatica, fornisce invece un dato di poco differente sul numero dei passeggeri a bordo, che sarebbero stati 156, di cui 14 civili e 142 militari.

### Fonti
1. 1 2 3  Pagano 1997, p. 155.
2. 1 2 3 4 5 6 7 8 9 10 11 12 13 14 15 16 17 18 19  Con la pelle appesa a un chiodo.
3. 1 2 3 4 5  Una tomba di guerra al largo di Bari.
4. 1 2 3 4 5 6  Navi e armatori.
5. 1 2 3  Pagano 1997, p. 156.
6. 1 2 3 4 5 6 7 8 9 10 11 12 13  La Gazzetta del Mezzogiorno.